# Pawłowski (herb szlachecki)

Herb Pawłowski I

Herb Pawłowski I odmienny

Herb Pawłowski II

Pawłowski (Haugwicz-Pawłowski, Haugwitz-Pawłowski, Pawlowski, Haugwicz odmienny) – herb szlachecki, używany przez rodzinę wywodzącą się z Kaszub. Herb własny rodu Pawłowskich. Odmiana herbu Haugwicz.

## Opis herbu
Herb znany w kilku wariantach. Opisy z wykorzystaniem klasycznych zasad blazonowania.
Pawłowski I (Haugwicz odmienny): W polu czerwonym głowa kozła srebrna. Klejnot: nad hełmem w koronie pięć piór strusich, dwa srebrne między trzema czerwonymi. Labry: czerwone, podbite srebrem.
Pawłowski Ia (Haugwicz odmienny, Haugwicz I): W polu czerwonym głowa barania wprost, srebrna. Klejnot: nad hełmem w koronie trzy pióra strusie. Labry: czerwone podbite srebrem.
Pawłowski II (Junosza odmienny): W polu czerwonym pół barana wspiętego, srebrnego. Klejnot: nad hełmem w koronie samo godło. Labry: czerwone podbite srebrem.

## Najwcześniejsze wzmianki
Herb w wersji podstawowej przytoczył Ostrowski (Księga herbowa rodów polskich, 1897, 1906), bazując na "Nowym Siebmacherze" (Der Adel des Königreichs Preußen, 1906).
Wersja Ia pojawiła się w rękopisie Dachnowskiego z XVII wieku, na podstawie którego przytoczył ją również Ostrowski.
Wersja II to herb własny Jana Pawłowskiego z Pawłowa, zmarłego w 1620, opisany na jego nagrobku. Przytacza go m.in. Dachnowski.

## Rodzina Pawłowskich
Nazwisko Pawłowski nosiło aż 30 różnych rodzin szlacheckich, z czego 4 na terenie Pomorza Gdańskiego. Omawiane tutaj herby nosili Pawłowscy wywodzący się z rodziny Haugwitzów, wywodzący się z Pawłowa w ziemi człuchowskiej. Rodzina ta w XVII/XVIII wieku zaczęła posługiwać się polskim herbem Półkozic, zapewne z racji podobieństwa herbów.

## Herbowni
Pawłowski (Paulawski, Paulowski, Pavlowski, Pawlawski, Pawlowski, Pawlowsky). Rodzina ta w XVII/XVIII wieku zaczęła posługiwać się herbem Półkozic. Inne kaszubskie rodziny Pawłowskich używały herbów Kospot, Leliwa i Jastrzębiec.